# شيموكيتازاوا
شيموكيتازاوا (باليابانية: 下北沢) هي أحد مناطق سيتاغايا في طوكيو. تحيط المنطقة بمحطة شيموكيتازاوا التي يمر بها خطي أوداكيو وإينوكاشيرا كيئو.
تعتبر منطقة شيموكيتازاوا من المناطق المشهورة في طوكيو باحتوائها العديد من المسارح ودور العرض والموسيقا بالإضافة إلى تميزها بطابع ثقافي خاص محبوب من قبل شريحة واسعة من الشباب والطلاب.
يعتبر الكثيرون شيموكيتازاوا هي امتداد لثقافة الشباب العصرية المنتشرة في شيبويا ولكن ضيق شوارع شيموكيتازاوا تضفي على تلك الثقافة طابعا خاصا بها يميزها عن شيبويا القريبة منها جغرافيا.